# Juraszowa
Juraszowa – wieś w Polsce położona w województwie małopolskim, w powiecie nowosądeckim, w gminie Podegrodzie (najmniejsza miejscowość gminy).

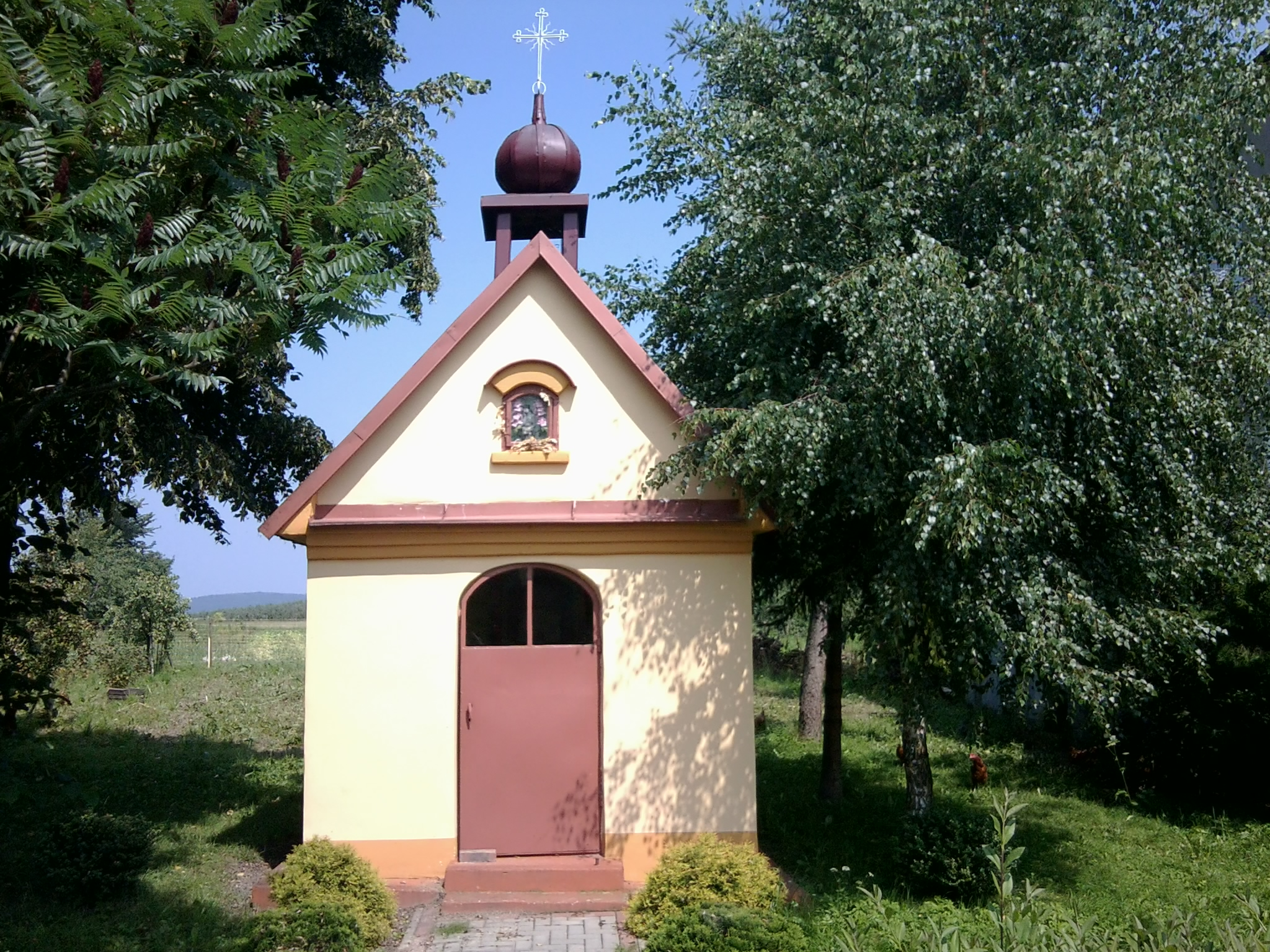
Kaplica Jezusa Chrystusa Frasobliwego

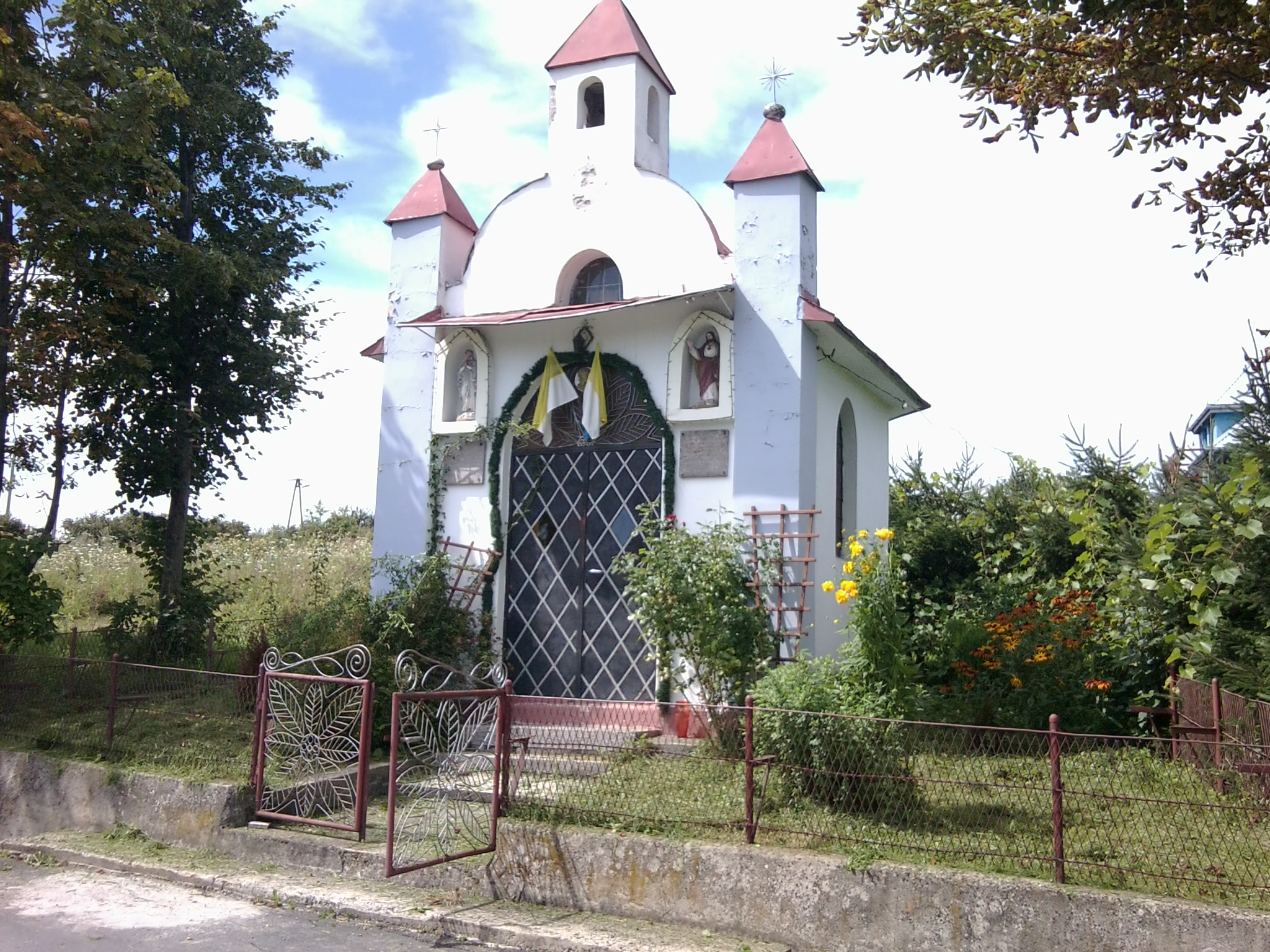
Kaplica Matki Boskiej Częstochowskiej

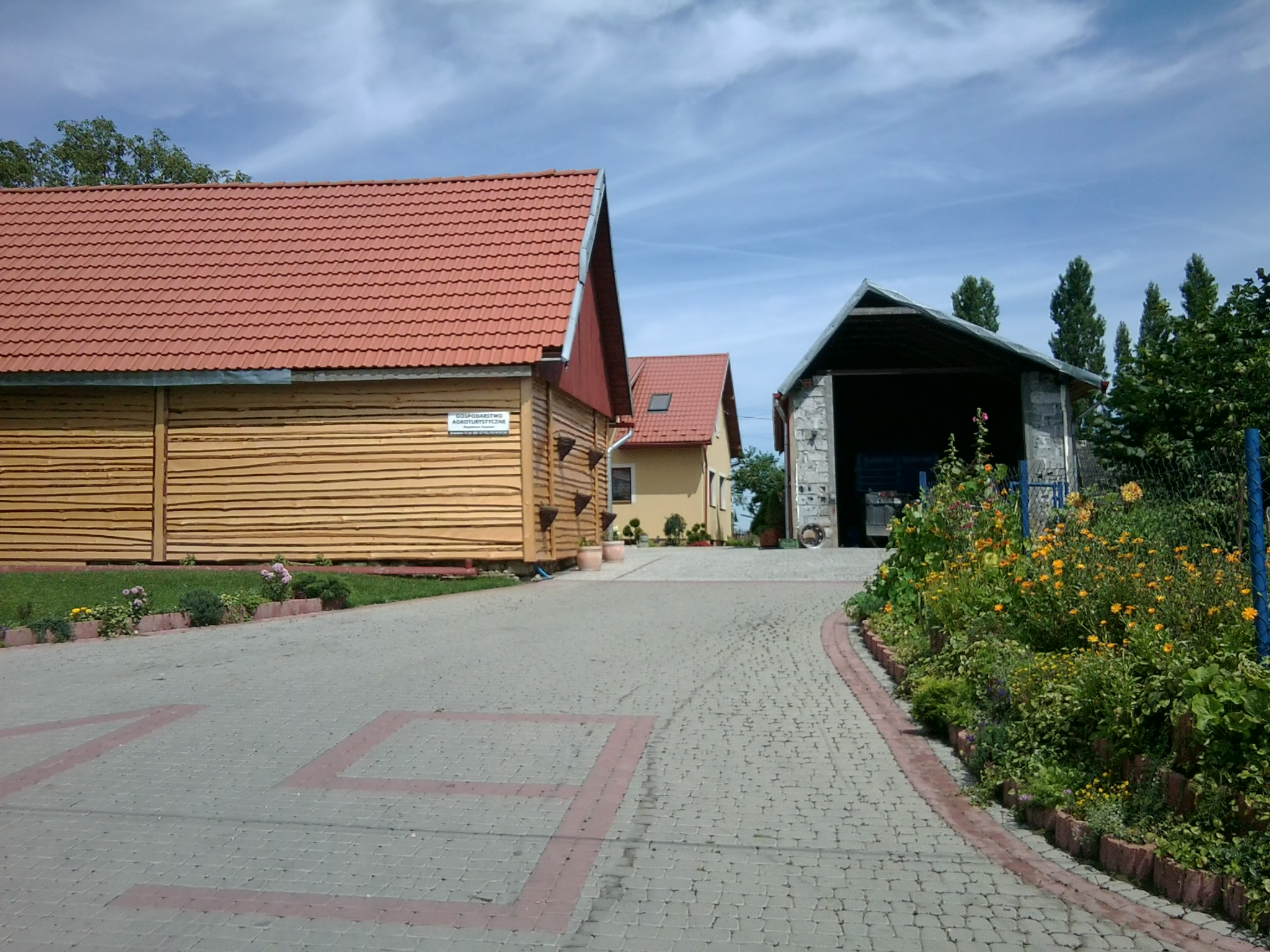
Gospodarstwo agroturystyczne

## Położenie
Juraszowa położona jest na wysokości od 400 do 450 m n.p.m. w Beskidzie Wyspowym. Graniczy z: Podegrodziem, Rogami oraz Naszacowicami. Zajmuje 1,44 km² (2,2% powierzchni gminy).

## Toponimika nazwy
Nazwa wsi pochodzi od imienia Jurasz, należącego do właściciela wsi. Najstarszy zachowany zapis Iuraschowa pochodzi z 1427 roku. Jan Długosz w „Liber beneficiorum dioecesis Cracoviensis” zapisuje nazwę Juraszowej: Juraschowa. 

## Historia
Pierwsze wzmianki o Juraszowej pochodzą z 1427 roku. Wieś duchowna, własność klasztoru klarysek w Starym Sączu, położona była w drugiej połowie XVI wieku w powiecie sądeckim województwa krakowskiego. W okresie międzywojennym mieszkańcy Juraszowej wyróżniali się dużą aktywnością społeczną. We wsi działało Stronnictwo Ludowe. Młodzież zrzeszona była w związku młodzieży wiejskiej Wici. Prowadziło ono ożywioną działalność polityczną i kulturalną. Organizowano wspólne spotkania, wystawiano sztuki teatralne.
W okresie okupacji w Juraszowej działała tzw. Trójka wiejska, której zadaniem było wykrywanie szpiegów niemieckich, obserwacja ruchu wojsk.
W latach 1975–1998 miejscowość administracyjnie należała do województwa nowosądeckiego.
Wierni Kościoła rzymskokatolickiego należą do parafii w Podegrodziu. We wsi działa gospodarstwo agroturystyczne.

## Zabytki
- Kaplica Matki Boskiej Częstochowskiej – kaplica wzniesiona współcześnie. Od frontu dwie półkolumny, zwieńczone metalowym krzyżem, w wieżyczce sygnaturka, poniżej wizerunek Jana Pawła II, Chrystusa oraz gipsowe figurki Matki Boskiej Różańcowej i Serca Jezusa. Wewnątrz kopia obrazu Matki Boskiej Częstochowskiej, a także obrazy Matki Boskiej Adorowanej i Matki Boskiej Bolesnej oraz oleodruk Pana Jezusa.
- Kaplica Jezusa Chrystusa Frasobliwego – kaplica wzniesiona w XIX wieku, z kamienia, otynkowana, kryta blachą, zamknięta półkoliście. Dach dwuspadowy z kamienną kulą na kalenicy, zakończony krzyżem. Od frontu szczyt trójkątny, z wnęką z rzeźbą Jezusa Chrystusa Frasobliwego. Wewnątrz oleodruki św. Anny, Serca Jezusa, św. Antoniego i św. Teresy

## Sztuka
We wsi działają dwie artystki ludowe. Rozalia Zygmunt – zajmująca się plastyką obrzędową, tworzeniem kwiatów lachowskich, podłaźniczek, a także pisze wiersze. Bronisława Kwoka – wykonuje oryginalne kwiaty lachowskie zdobiące m.in. miejscowość, kapliczki obrazy.

## OSP Juraszowa

### Historia
Jednostka OSP Juraszowa została założona w 1964 z inicjatywy Michała Kałuzińskiego. Na początku jej rola sprowadzała się głównie do prowadzenia systematycznych kontroli przeciwpożarowych na terenie wchodzącym w zakres działania jednostki. 28 lipca 1974 roku wybudowano remizę. Strażacka siedziba mieściła wówczas garaż na samochód, kuchnię, sale zebrań i zabaw. W latach tych jednostka została doposażona w ubrania i niezbędny sprzęt bojowy. W 1977 straż po wielomiesięcznym staraniu otrzymała samochód Żuk. 30 czerwca 1992 wybudowano garaż oraz piwnicę i zaplecze magazynowe. W tym samym roku, 12 lipca zorganizowano (z czteroletnim opóźnieniem) jubileusz 25-lecia straży. 7 lipca 1996 miało miejsce poświęcenie sztandaru, ufundowanego przez Radę Gminy Podegrodzie. W 2002 zakupiono samochód Mercedes. W 2007 jednostka została wyposażona w system selektywnego wywoływania. Urządzenie to przyczynia się do szybszego powiadomienia druhów przez PSP Nowy Sącz o zaistniałym zdarzeniu. Obecnie OSP Juraszowa obejmuje swoim działaniem obszar miejscowości: Juraszowa i Rogi.

### Wyposażenie
Na wyposażeniu jednostki znajdują się: samochód Mercedes GBAM 2.7/16, motopompa oraz inne podstawowe sprzęty ratownicze i gaśnicze.